# Hệ thống thủy lợi Bắc Hưng Hải

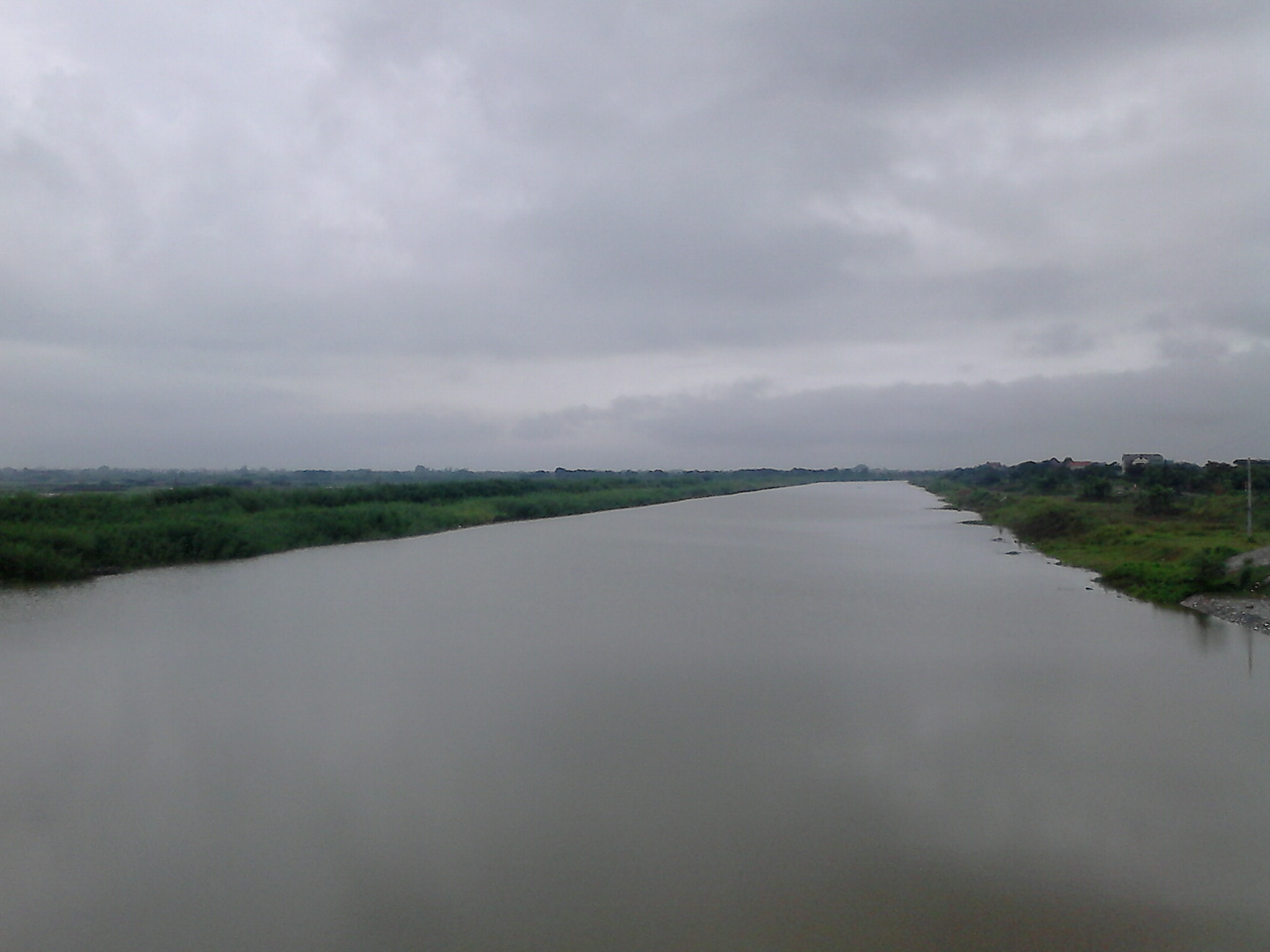
Một đoạn thượng nguồn sông Bắc Hưng Hải

Hệ thống thủy lợi Bắc Hưng Hải là một hệ thống kênh, đập, trạm bơm, đê điều nhằm phục vụ việc tưới tiêu và thoát ứng cho một vùng tứ giác nước được giới hạn bởi sông Hồng ở phía Tây, sông Đuống ở phía Bắc, sông Thái Bình ở phía Đông, và sông Luộc ở phía Nam. Mỗi tỉnh thành Hà Nội, Bắc Ninh, Hưng Yên và Hải Dương đều có một phần địa bàn của mình trong tứ giác này. Vì thế hệ thống thủy lợi này được đặt tên là Bắc Hưng Hải. 

## Lịch sử và Quy mô
Cảnh "mười năm chín hạn", "sống ngâm da, chết ngâm xương" đã trở thành nỗi ám ảnh của nông dân nhiều địa phương trước khi có hệ thống thủy lợi Bắc Hưng Hải. Trong khi nhiều vùng thường xuyên phải chịu cảnh thiếu nước tưới thì những vùng trũng thấp lại trở thành rốn lũ. Hệ thống thủy lợi manh mún đã làm cho việc điều tiết nước phục vụ sản xuất gặp không ít khó khăn. Giá trị sản xuất nông nghiệp đạt thấp.
Trước thực trạng trên, tháng 6, 1956, Bộ Thủy lợi - Kiến trúc mà trực tiếp là ngành thủy lợi đã tập trung nghiên cứu xây dựng hệ thống thủy lợi BHH. Công trình được khởi công vào ngày 1/10/1958 tại cống Xuân Quan (Hưng Yên) dưới sự chỉ đạo trực tiếp của Thủ tướng Phạm Văn Đồng. Sau 7 tháng thi công, hệ thống hoàn thành vào ngày 1/5/1959, trở thành công trình thủy lợi lớn nhất miền Bắc thời bấy giờ, còn được gọi là "Đại thủy nông Bắc - Hưng - Hải" .
Hệ thống bao gồm 232 km kênh trục chính, 491 km bờ kênh, 14 công trình cống và trạm bơm, hơn 400 trạm bơm tiêu, hơn 800 cống tưới và hàng nghìn km kênh cấp II. Nó phục vụ tưới tiêu cho khoảng 135.000 ha đất nông nghiệp và tiêu úng cho gần 200.000 ha đất canh tác thuộc các tỉnh Hải Dương, Hưng Yên, Bắc Ninh và một phần Hà Nội .
Hiện nay, việc điều hòa lượng nước trong hệ thống thủy lợi cũng như việc duy tu, nâng cấp hệ thống do Công ty Khai thác công trình thủy lợi Bắc Hưng Hải (công ty trách nhiệm hữu hạn nhà nước một thành viên) đảm nhiệm.
Hệ thống thủy lợi Bắc Hưng Hải là công trình thủy lợi lớn nhất miền Bắc Việt Nam một thời và từng được gọi là Đại thủy nông Bắc - Hưng - Hải. Năm 1959, bộ phim tài liệu "Nước về Bắc Hưng Hải" về quá trình xây dựng hệ thống thủy lợi này được dựng; sau này đoạt giải Giải Bông sen vàng và huy chương vàng tại Liên hoan phim Matxcơva 1959.

## Thách thức môi trường
Hiện nay, hệ thống đang đối mặt với tình trạng ô nhiễm nghiêm trọng. Nguyên nhân chính là do tiếp nhận lượng lớn nước thải sinh hoạt (chiếm khoảng 60-70%) chưa qua xử lý, cùng với nước thải từ các khu công nghiệp, làng nghề, cơ sở chăn nuôi và y tế. Tổng lượng nước thải xả vào hệ thống ước tính khoảng 439.000 m³/ngày đêm.

## Giải pháp và hướng khắc phục
Để cải thiện chất lượng nước, tháng 3/2024, trạm bơm dã chiến Xuân Quan đã được đưa vào vận hành, giúp giảm phụ thuộc vào lượng nước tự chảy và cải thiện chất lượng nước trong hệ thống. Tuy nhiên, nhiều điểm trong hệ thống vẫn chưa đạt tiêu chuẩn nước tưới do nguồn thải chưa được xử lý triệt để .
Các cơ quan chức năng đang tăng cường kiểm tra, giám sát và xử lý các nguồn thải gây ô nhiễm, đồng thời nâng cao ý thức bảo vệ môi trường của người dân và doanh nghiệp trong khu vực.